# اولیویه اوبین-مرسیه
اولیویه اوبین-مرسیه (انگلیسی: Olivier Aubin-Mercier؛ زادهٔ ۲۳ فوریهٔ ۱۹۸۹) ورزشکار هنرهای رزمی ترکیبی و جودوکار اهل کانادا است. وی از سال ۲۰۱۱ میلادی تاکنون مشغول فعالیت بوده‌است.